# Phalange française
Pour les articles homonymes, voir Phalange.
La Phalange française est une organisation néofasciste française fondée en 1955 par Charles Luca (pseudonyme de Charles Gastaut), neveu de l'épouse de Marcel Déat, et dissoute le 15 mai 1958 par un décret du gouvernement Pflimlin.

## Histoire

### Prédécesseurs et fondation

#### Les "Commandos de Saint-Ex"
Après avoir milité au Rassemblement national populaire (RNP), à l'Association des journalistes antijuifs et participé aux travaux de    l'Organisation Todt, Charles Luca est écroué à la prison de Fresnes le 7 novembre 1945. Dès sa sortie, le 22 décembre de la même année, et le classement sans suite de son dossier, il crée, en 1947, la "Société de préparation militaire Saint-Exupéry" (renommée en janvier 1849 "Fondation Saint-Exupéry") connue sous le nom de "Commandos de Saint-Ex". Comptant en 1948 plus de 1800 adhérents et présent dans 19 villes de France, le mouvement organise des camps d'été se voulant "apolitiques" avec comme but d'accomplir des tâches d'intérêt public (lutte contre les incendies de forêt dans les Landes, reconstruction d'un village abandonné, compétitions sportives, etc.). Très vite, les autorités se rendent compte que derrière cette vitrine se cachent des camps d'entraînement militaires pour plusieurs centaines de militants néofascistes généralement très jeunes à qui on apprend le maniement des armes. Leur mot d'ordre est : "Discipline – Fraternité !" ; leur devise : "Il n'y a pas d'obstacles qu'un gars de Saint-Ex ne puisse franchir !".
Au niveau de sa composition, l'organisation compte dans ses membres des jeunes mais aussi des anciens de la Collaboration dont notamment des Francistes : des militants de base comme Charles Foucher et Victor Lardineaux mais aussi des cadres comme Claude Vernoux, co-fondateur de Jeune Révolution et Jean Mercier, ancien responsable des "Jeunesses Francistes".
Le 28 janvier 1950, les « Commandos de Saint-Ex » sont dissous par le ministre de l'Intérieur Jules Moch en tant que « milice privée » car s'inquiétant de plus en plus de la progression du néofascisme dans les milieux de jeunesse.

#### Du "Mouvement national Citadelle" à la "Phalange française"
Immédiatement après la dissolution, est reconstitués, autour de Luca, Rémy Raymond et Roland Cavallier (correspondant Parisien du journal néonazi belge L'Europe réelle), le "Mouvement national Citadelle" (MNC), dont l'emblème est une croix fléchée à son extrémité supérieure, entourée d'un losange ou se détachant d'un cercle blanc sur fond rouge, est créée. Cette formation toute neuve est financée par le riche industriel Christian Wolf, mécène de la presse pétainiste post-45 (comme le journal Rivarol) et membre du "Conseil national français" (CNF) de Maurice Bardèche rattaché au Mouvement social européen (MSE). Quelques mois plus tard, l'organisation est dissoute par ses chefs mais est ensuite reconstituée en octobre 1953 sous le nom de "Parti socialiste français" (PSF) sous l'influence de Pierre Reboux, ancien militant communiste et responsable d'un groupe syndical de postiers. Par la suite s'opère un nouveau changement de nom : la « Phalange française » est créée.

Quelques années plus tôt, en 1950, Charles Luca faisait la connaissance d'un ancien membre du Rassemblement national populaire (RNP) : Henri Roques. Celui-ci adhère d'abord au "Mouvement national Citadelle" avant de suivre Luca dans la constitution de la Phalange pour en devenir le secrétaire général. Sous les pseudonymes de "Henri Jalin" et de "Henri Saint-Marceau", il signe des articles dans Fidélité, l'organe du mouvement et est chargé par Luca de maintenir des relations avec l'Afrique du Nord. Roques présente ainsi le mouvement : 
"C'est vraiment stupide de voir dans la Phalange française une réincarnation diabolique du fascisme, du nazisme, avec un fond rougeoyant de fours crématoires. Je vous dis : une bande de copains qui se réunit dans une arrière-salle de café, voilà ce qu'était la Phalange française (...) Alors de temps en temps, on se promenait avec un brassard, on chantait. C'était pas très sérieux. On s'amusait. Nous étions copains de la même génération et nous entretenions une petite flamme pour que l'idéal de nos vingt ans ne disparaisse pas. C'est à peu près tout."
En 1955, dans le contexte de la guerre d'Algérie et des attentats, les hommes de la Phalange organisent des opérations de tractages, comme le 20 août, boulevard de la Gare (13e arrondissement de Paris), avec comme message : 
"Paris livré aux bougnoules ! À la Chapelle, 40 magasins pillés. Chaque nuit, viols, attaques à main armée… Appuyée par les communistes l’armée du crime nord-africaine se fait la main sur votre peau ! Assez de faiblesse ! Libérons nos quartiers de tous les métèques ! Vive la Phalange Française !"
En juillet de la même année, on les retrouve à un meeting de l'Union de défense des commerçants et artisans (UDCA) de Pierre Poujade, où ils distribuent des tracts contre les accords franco-tunisiens (dans lesquels le gouvernement français reconnaissait l'indépendance du protectorat de Tunisie) affichant que "ratifier les accords franco-tunisiens, c’est condamner à mort les Français d’Afrique du Nord" tandis que le 11 août, ils sont sur le parvis de Notre-Dame demandant "la dissolution du parti communiste" et "l’expulsion immédiate des oisifs Nord-Africains". Le 17 juin 1956, Luca assiste à la réunion de fondation de la Deutsche Soziale Union d'Otto Strasser, ancien membre du NSDAP et opposant à Hitler tout juste revenu de son exil au Canada. Parmi la délégation de 8 personnes, figurent Henri Roques, comme orateur, et Frédéric Becker, membre du bureau national de la Phalange française.
L'année 1959 peut être considérée comme l'apogée de l'organisation : les adhésions se multiplient et le mouvement s'implante en province. Le 7 janvier, Luca convie les chefs de sections locales et les militants à une réunion à Paris où il remet des "Médaille de la Fidélité" aux "plus fanatiques" et aux "plus dévoués". On peut compter comme présent lors de la réunion : Raymond Foucher (secrétaire général), Rémy Raymond, Roland Cavallier (tous les trois membres du comité exécutifs), Hermann Mollat (ancien SS de la Charlemagne), les responsables régionaux (Pierre Galopeau pour Nantes, Palancade pour la Corse, Mallemort pour Toulon, Jean Floy alias Jean Nord alias Paul Bocquentin pour l'Isère, Claude de Bezioux pour Lyon, Robert Grée pour Strasbourg, Girard pour l'Aisne) et Thioland, responsable de la propagande et de la communication.

### Dissolution et successeurs
Dissoute le 15 mai 1959 par un décret du gouvernement Pflimlin en même temps que Jeune Nation de Pierre Sidos, le "Parti patriote révolutionnaire" de Jean-Baptiste Biaggi et le "Front d'action nationale", l'organisation se reconstitue aussitôt le 16 juin 1959 sous le nom de "Mouvement populaire français" (MNP) et dont le congrès fondateur se tient les 20 et 21 décembre 1959 — en raison du solstice d'hiver — dans les locaux du Yacht-Club d'Herblay. Malgré la création d'un fantomatique "Syndicat national populaire" (dirigée par l'ancien SS de la Charlemagne et ancien parachutiste d'Indochine Jean-Michel Sorel ), filiale du MNP, et de multiples tentatives de surfer sur la vague de l'Algérie française dans son journal Fidélité, Charles Luca ne réussit pas à faire survivre son organisation qui est dissoute à l'été 1960. En juillet, recherché par les autorités pour plusieurs chefs d'inculpations (reconstitution de ligue dissoute, atteinte à la sûreté intérieure de l'État, infraction à la loi sur les groupes de choc et milices privées, etc.), criblé de dettes à la suite des coups donnés à son journal et des saisies multiples dont il a été l'objet, il est obligé de s'exiler en Italie où il disparaît.
En août 1963, il réapparaît à Mulhouse et fonde avec ses anciens camarades Paul Bocquentin (secrétaire) et Daniel-Louis Burdeyron (trésorier) le « Mouvement Peuple Nation » (MPN). Le groupuscule se dote d'un mensuel Fanal mais périclite très rapidement en raison du départ, en décembre de la même année, de Bocquentin et Burdeyron qui rejoignent le « Mouvement national français » (MNF), section française de la World Union of National Socialists (WUNS). Face à cet échec, Charles Luca cesse toute activité politique.

## Idéologie

### Racisme, antisémitisme et fascisme
La Phalange française ainsi que tous les groupes fondés par Charles Luca se situent très clairement dans la lignée des organisations néofascistes clandestines de l'immédiate après-guerre assumant le plus ouvertement l'héritage raciste, antisémite, paneuropéen et exterminateur du Troisième Reich : Forces françaises révolutionnaires, Rassemblement travailliste français de Julien Dalbin, Parti républicain d'union populaire (PRUP) et Mouvement socialiste d'unité française, tous deux animés par l'idéologue raciste et ancien SS René Binet.

Charles Luca se revendique ainsi du fascisme, écrivant en décembre 1952 dans Fidélité, revue de son mouvement : « Le siècle que nous vivons sera celui du fascisme. » Il fait également sien le discours raciste :
"Nous voulons promouvoir l'école du Racisme, par le moyen de la lutte des classes, un peuple nouveau de générations révolutionnaires. Nous voulons rassembler pour cette lutte une élite révolutionnaire dont le seul critère sera la valeur biologique. Pas de dégénérés, pas de compromissions avec l'ennemi de Race".
Le libéralisme y est aussi dénoncé car visant à « créer des peuples abâtardis, métissés, troupeau docile de sous-hommes qui, de la Bretagne à l'Oural, et de la Sibérie à la Floride, verront les mêmes programmes de télévision, ouvriront les mêmes boîtes de conserve et invoquant le même dieu d'Israël ».

### Pro-sionisme
L'organisation est également, à contrario de la plupart des organisations néofascistes de l'époque, pro-sioniste. Cette position est due à son désir de voir les juifs résider hors de France, à une admiration pour le caractère nationaliste de l’État israélien et de la perception de celui-ci comme un bastion de l'Occident contre le communisme et les pays arabes. En effet, après la guerre d'Algérie, la Phalange obtient de l'État un soutiens logistique et financier pour racheter un village abandonné en Algérie, afin d’y fonder une communauté de soldats-paysans. Charles Luca explique à la presse que son modèle ce sont les « Kibboutz encerclés par les Arabes », considère que « le sionisme nous montre la voie » et explique sa volonté de voir se développer des « colonies blanches », sortes de micro-société autarciques, suprémaciste et raciste.

### "Socialisme"
Par ailleurs, comme de nombreux mouvements, la Phalange française utilise dans sa propagande, au-delà des références à Adolf Hitler, Jacques Doriot et Marcel Déat, des éléments et des figures appartenant à la tradition socialiste française pré-marxiste (Pierre-Joseph Proudhon notamment). En effet, Luca dans Fidélité, appelle notamment à la création d'un front uni du travail, à un « socialisme » à base nationale permettant ainsi la constitution d'une troisième voie rejetant à la fois le marxisme et le capitalisme international (ayants été crées selon lui par les juifs pour asservir la race aryenne).